# 茶庵街道
茶庵街道，是中华人民共和国河南省南阳市宛城区下辖的一个乡镇级行政单位。，原为茶庵乡，2023年，撤乡设立街道。

## 行政区划
茶庵街道下辖以下地区：
楼子庄村、狮子庄村、二户庄村、刘太营村、郑营村、周庙村、樊营村、袁黄庄村、葛营村、老秦营村、南肖庄村、前陈营村、茶庵村、胡李张村、下曹营村、丁营村、马营村和贾洼村。